# Марија Стројник Шол
Марија Стројник Шол (рођена 13. јула 1950, Љубљана) је словеначка астрофизичарка која тренутно ради као истакнути професор у Оптичком истраживачком центру у Леону, у Мексику. Најпознатија је по развоју аутономног система за оптичку навигацију заснованог на CCD технологији који се тренутно користи у скоро свим комерцијалним авионима и бројним свемирским летелицама, укључујући и НАСА--ину мисију Касини.

## Младост и образовање
Стројник Шол је развила интересовање за оптику у раном детињству, када је пратила свог оца, Алеша Стројника, на посао. Након завршетка средње школе, уписала се на студије физике на Универзитету у Љубљани; међутим, њена породица је убрзо након тога емигрирала у Сједињене Државе, у Темпе, у Аризони. Тамо је Стројник Шол завршила основне студије на Државном универзитету Аризоне за само две године, као једина жена у својој класи. Наставила је постдипломске студије на истом универзитету и стекла звање магистра физике 1974. године. Завршила је мастер студије оптичких наука 1977. године на Универзитету у Аризони и мастер студије инжењерства (програм за извршне инжењере) 1981. године на Универзитету Калифорније у Лос Анђелесу. Докторирала је оптичке науке 1979. године на Колеџу оптичких наука Универзитета у Аризони, као прва жена у историји одсека за оптику.

## Каријера
Специјализујући се за инфрацрвено зрачење, постала је менаџерка одељења за оптику у корпорацији Rockwell International, затим виши инжењер у Honeywell-у и у Лабораторији за млазни погон (JPL). У JPL-у је дизајнирала, развила и имплементирала нови систем за аутономну оптичку навигацију користећи звездане мапе и интелигентну CCD камеру. Овај систем је основа за аутономну навигацију у свим комерцијалним авионима, у сателитима који формирају ГПС мрежу и другима. Аутономни навигациони систем је коришћен за олакшавање навигације НАСА-ине сонде Касини-Хајгенс до Сатурна 2005. године. Стројник Шол је добила неколико НАСА сертификата за креативни развој и технолошке иновације.
На основу својих заслуга, Стројник Шол је постала угледна професорка у Оптичком истраживачком центру (Centro de Investigaciones en Optica) у Мексику, где је радила на методи за директно откривање егзопланета коришћењем интерферометрије. Она је члан Оптичког друштва (OSA) и Друштва инжењера фотографске инструментације (SPIE), и била је уредница часописа Applied Optics, Infrared током два мандата, поред часописа Infrared Physics and Technology и The Scientific World Journal.
У децембру 2022. године, Мексичка национална фондација за науку и технологију (Concejo Nacional de Ciencia y Tecnologia) и Центар за оптичка истраживања (Centro de Investigaciones en Optica) именовали су библиотеку у Леону, у Мексику, у част Марије Стројник. Библиотека поседује највећу колекцију библиографског материјала из оптике и фотонике у Латинској Америци. Марији је одата почаст као истакнутој националној и међународној научници, и у знак захвалности за њену топлину, великодушност са знањем, и за дељење искустава. Друго презиме, Погачар, налази се на спомен-плочи у традицији латинске културе где се дете назива презименом и оца и мајке.
У јулу 2022. године, Марија Стројник је постала изабрана председница Сигма Xi, Друштва за научна истраживања (ΣΞ), са скоро 60.000 чланова у САД и иностранству, чија је мисија као интердисциплинарног друштва да промовише етику и изврсност у научним и инжењерским истраживањима. Друштво издаје мултидисциплинарни часопис American Scientist, посвећен доношењу науке до свих нивоа друштва.
Др Стројник је преузела функцију председника компаније Сигма Xi у јулу 2023. године. Током њеног мандата, Друштво је повећало чланство, два пута смањило прекорачење буџета и забележило највиши ниво учешћа и посећености у последњих 10 година на годишњем састанку у Лонг Бичу, у Калифорнији.

## Награде
- 1996. године добила је награду Џорџа В. Годара „Међународног друштва за оптику и фотонику“ (SPIE), као прва жена.[2][6]
- 1999. године постала је чланица The Optical Society.
- Члан је Мексичке академије наука од 2001. године.
- 1994. постала је чланица SPIE-а.[9]
- Професор Стројник Шол је 2018. године добила статус почасног члана Националног система истраживача (Sistema Nacional de Investigadores).[10]
- Била је део изложбе под називом „Знање без граница“ коју је организовао Словеначки музеј технологије (Технички музеј Словеније, ТМС).[11]

## Лични живот
Марија Стројник Шол има три ћерке које је сама одгајила након што јој је муж преминуо од латералне склерозе. Две од њих су и саме постале научнице. Марији Стројник Шол је 2008. године дијагностикован рак који је неколико пута победила терапијом.